# Czas kobiety
Czas kobiety – spektakl teatralny w reżyserii Leszka Mądzika, którego premiera odbyła się w 26 września 2015 roku w Teatrze Starym w Lublinie. Muzykę do niego stworzyli Anna Maria Jopek i Robert Kubiszyn, którzy w 2017 nagrali również album ze ścieżką dźwiękową przedstawienia. Zamiast słów pojawiają się wokalizy wykonywane przez Jopek. Oprócz Jopek w spektaklu wystąpił Kubiszyn na kontrabasie.

## Album muzyczny
Czas kobiety (Muzyka ze spektaklu Leszka Mądzika) – wspólny album Anny Marii Jopek i Roberta Kubiszyna z utworami pochodzącymi ze sztuki teatralnej Leszka Mądzika, wydany 15 października 2017 przez AMJ Music.

### Lista utworów
| Czas kobiety – 2017 | Czas kobiety – 2017                                                       | Czas kobiety – 2017 | Czas kobiety – 2017 |
| Nr                  | Tytuł utworu                                                              | Muzyka              | Długość             |
| ------------------- | ------------------------------------------------------------------------- | ------------------- | ------------------- |
| 1.                  | „Początek”                                                                | Robert Kubiszyn     | 3:51                |
| 2.                  | „Narodzenie”                                                              | Robert Kubiszyn     | 3:13                |
| 3.                  | „Błogostan”                                                               | Anna Maria Jopek    | 6:26                |
| 4.                  | „Karuzela czasu”                                                          | Robert Kubiszyn     | 0:32                |
| 5.                  | „Zakochanie”                                                              | Anna Maria Jopek    | 5:34                |
| 6.                  | „Obrót czasu”                                                             | Robert Kubiszyn     | 0:36                |
| 7.                  | „Rdza”                                                                    | Robert Kubiszyn     | 3:59                |
| 8.                  | „Pojednanie”                                                              | Anna Maria Jopek    | 2:39                |
| 9.                  | „Epilog (Któryś za nas cierpiał rany / Badź mi litościw / Ludu mój ludu)” | tradycyjne          | 5:14                |
|                     |                                                                           |                     | 32:04               |